# Open Archives Initiative
Инициативата Отворени архиви (OAI) е опит да се изгради „ниско-бариерна рамка за оперативна съвместимост“ за архиви (институционални хранилища) с цифрово съдържание (цифрови библиотеки).
Позволява на хората предоставящи услугата (Service Providers) да събират метаданни[най-грубо казано, данни за съдържанието на данни] от хората предоставящи данни(Data providers). Метаданните биват използвани да предоставят целенасочени услиги с добавена стойност (value-added services), често чрез комбиниране на различни набори от данни.
Първоначално инициативата е участвал в разработването на технологична рамка и стандарти за оперативна съвместимост, за подобряване на достъпа до E-Print архиви, за да се увеличи наличието на научна комуникация. Следователно OAI е тясно свързан с движението за свободен достъп до публикации (Open access publishing movement). Въпреки това, вече развитите технологии и стандарти са приложими в много по-широк мащаб от декйности, не само от научно-издателската.
Tехническата инфраструктура на ОАI, определена в протокола Инициативата Отворени архиви за събиране на метаданни (OAI-PMH), който е във версия 2.0, определя механизъм по който доставчиците на данни да излагат/предоставят техните метаданни. Този протокол задължава използването на Dublin Core, прост и често срещан набор от данни за метта данни, за отделните архиви карти и техните метаданни. С други думи, съвместимостта на OAI с Dublin Core лежи на това, че OAI стандартите позволяват общ начин за предоставяне на съдържание, и е част от съдържанието на тези стандарти има метаданни които описват дадения елемент в Dublin Core формат.

### Финансиране и подкрепа
- Andrew W. Mellon Foundation, the Coalition for Networked Information, the Digital Library Federation, and from the National Science Foundation (IIS-9817416 and IIS-0430906)

|  | Тази страница частично или изцяло представлява превод на страницата Open_Archives_Initiative в Уикипедия на английски. Оригиналният текст, както и този превод, са защитени от Лиценза „Криейтив Комънс – Признание – Споделяне на споделеното“, а за съдържание, създадено преди юни 2009 година – от Лиценза за свободна документация на ГНУ. Прегледайте историята на редакциите на оригиналната страница, както и на преводната страница, за да видите списъка на съавторите. ВАЖНО: Този шаблон се отнася единствено до авторските права върху съдържанието на статията. Добавянето му не отменя изискването да се посочват конкретни източници на твърденията, които да бъдат благонадеждни. |